# Rubén Suñé
Rubén José Suñé (* 7. März 1947 in Buenos Aires; † 20. Juni 2019) war ein argentinischer Fußballspieler, der seine Karrierehöhepunkte bei den Boca Juniors erlebte. Dort begann 1967 seine Laufbahn – er erzielte in 186 Spielen für den Hauptstadtclub 32 Tore und gewann darüber hinaus einen Meistertitel und den Pokal. Von 1973 bis 1975 stand er jeweils nur kurzzeitig bei CA Huracán und Unión de Santa Fe unter Vertrag. Im Jahre 1976 holte der neue Trainer Juan Carlos Lorenzo Suñé zurück zu Boca Juniors, wo dieser in den folgenden vier Jahren mit zwei Meistertiteln, zwei Siegen bei der Copa Libertadores und dem Gewinn des Weltpokals nahezu alle sportlich erreichbaren Ziele erreichte. Am 17. März 1971 war Suñé einer der Beteiligten in der Partie gegen den peruanischen Club Sporting Cristal in der Copa Libertadores. In diesem in Südamerika legendär gewordenen Skandalspiel kam es zu einer Massenschlägerei zwischen allen auf dem Feld stehenden Spielern mit Ausnahme von Julio Meléndez und den zwei Torhütern. Daraufhin verwies der Schiedsrichter alle bis auf zwei Spieler von Boca Juniors des Platzes. Suñés Karriere klang 1981 bei CA San Lorenzo de Almagro aus.
1969 gab Rubén José Suñé sein Debüt in der argentinischen Nationalmannschaft, wurde dort jedoch insgesamt nur sechsmal eingesetzt. Im Jahre 1984 erlitt er schwere Depressionen, erholte sich aber und übernahm einen Trainerjob in der Jugendabteilung von Boca Juniors.

## Erfolge
- Argentinischer Meister:
  - Torneo Metropolitano: 1976
  - Torneo Nacional: 1969, 1970, 1976
- Copa Argentina: 1969
- Weltpokal: 1977
- Copa Libertadores: 1977, 1978